# 臺灣南島族群創作音樂
臺灣南島族群創作音樂，係指1950年代迄今由臺灣南島族群進行作詞、作曲、編曲等範疇之創作，初期較知名的創作者有：陸森寶、陳實及高一生等，皆於日治時期接受西方音樂教育而奠定其創作基礎，對於臺灣南島族群既有與儀式或日常生活相關的音樂產生了新的元素，例如：樂器、歌曲、旋律、音階、日本歌詞的引進，因而使得原住民族音樂在觀念、行為或實際聲音上產生了改變。

## 發展
1960至1970年代，隨唱片工業及電影產業的發達，許多「山地歌曲」是當代原住民族社會生活中重要的社會文化及庶民言說現象。1970年代在國家提倡林業經濟的政策下，許多台灣南島族群成為了林班工人，藉由〈涼山情歌〉和〈可憐的落魄人〉吟唱鄉愁。1970年至1980年代，以「反共」為號召的救國團暑期戰鬥營，轉變成為青少年交誼的營火晚會，因此〈歡迎歌〉、〈小米酒〉、〈偶然〉、〈我們都是一家人〉是現今許多臺灣人共同的團康回憶。與此同時，進入到都會區就學的南島族群，在「唱自己的歌」浪潮下，以及面對追求族群權利、抑或罔顧人民生命財產安全的經濟開發之下，〈美麗島〉的創作型塑了臺灣的輪廓，〈為什麼？〉則是透過音樂創作進行對於礦工生命殞落的控訴。
1980年代以後，在商業市場的舞臺燈光和樂隊伴奏，轉變成為匣式卡帶、光碟，甚至是數位mp3，這些歌手更成為備受矚目的明星。2000年代之際，許多原住民部落的生活環境成為財團開發的目標，在追求族群認同的文化主體性時，這些當代議題就成為了音樂創作的來源。